# مقاطعة فيلادلفيا
مقاطعة فيلادلفيا (بالإنجليزية: Philadelphia County, Pennsylvania)‏ هي إحدى مقاطعات ولاية بنسيلفانيا في الولايات المتحدة. بلغ عدد سكانها 1547607 نسمة في عام 2010 حسب إحصاء مكتب تعداد الولايات المتحدة.

## أعلام
- جيمس لويد بريك
- جون باركلي
- دبليو. ويلسون وايت
- لوسي هاميلتون هووبر